# Wolf Hirth
Wolfram "Wolf" Kurt Erhard Hirth född 28 februari 1900 i Stuttgart i Tyskland död 25 juli 1959 i Nabern-Teck, var en tysk tävlingsförare på motorcykel, segelflygpionjär och segelflygplanskonstruktör. Han var yngre bror till Hellmuth Hirth.
Hirth drogs redan som ung till Wasserkuppe för att stilla sitt flygintresse. Efter avlagda prov erhöll han segelflygcertifikat 1920. Vid en motorcykelolycka fyra år senare förlorade han ena benet, och kom i fortsättningen att flyga med en träprotes.
Efter avlagd ingenjörsexamen vid universitetet i Stuttgart 1928, började han intressera sig för konstruktion av flygplan. Under de närmaste åren följde propagandaresor för segelflyget runt om i Europa, USA, Japan, Sydamerika och Sydafrika. Under resan träffade han Martin Schempp vid en segelflygtävling i Frankrike, detta kom att leda till en livslång vänskap. Vid besöket i Ungern drabbades han av ett haveri som resulterade i fyra månaders sjukhusvistelse.
1930 reste han och Schempp till USA. Med på resan var hans flygplan Musterle. I USA ställde han upp i "First National" på Elmira som var det första amerikanska mästerskapet i segelflyg. Han vann överlägset men kunde inte tillskrivas segern eftersom han inte var amerikansk medborgare. Hirth hade den fördelen att han använde sig av en variometer, ett instrument som bara användes inom segelflyget av honom och Robert Kronfeld vid den här tiden.
Tillsammans med Gus Haller startade han 1931 Haller Hirth Sailplane Company för att förse den stora amerikanska marknaden med segelflygplan. I det nybildade företaget anställdes Schempp som även blev lärare vid Haller School of Flight i Pittsburgh-Greensburg. Företaget tillverkade under sin verksamhetsperiod Zögling-, Prüfling- och Professorsegelflygplan. Som propagandaresa för segelflyget blev det en fullträff när han oavsiktligt landade med en Professor i Monongahelafloden i Pittsburgh under en provflygning. 1931 hangflög han på västhanget vid Hudsonfloden i New York och med enstaka termikblåsor tog han sig upp på 300 meters höjd. 60 polismän tvingades att stänga av trafiken på Riverside Drive eftersom han utförde flygningen under rusningstid.
Under hela tiden i USA fortsatte Hirth med tävlingsflygandet. 1931 deltog han vid Röhntävlingarna på Wasserkuppe och 1932 vid de 12:e Röhntävlingarna blev han tvåa. Samma år tilldelades han Silver-C-diplomet nr 2 av ISTUS.
1931 fick han ett erbjudande om anställning som instruktör i Grunau i Tyskland (idag Jeżów Sudecki, Polen). Eftersom han saknade ett ben kunde han inte bli amerikansk medborgare och hans fru längtade hem till Tyskland varför han accepterade jobbet. Där kom han tillsammans med Edmund Schneider att utveckla Grunau Baby. När Schempp återvände från USA 1935 stöttade Hirth honom i bildandet av Sportflugzeugbau Martin Schempp i Göppingen, där Hirth vid sidan av sitt arbete i bakgrunden var fungerade som konsulterande konstruktör. Vid företaget tillverkades först Göppingen Gö 1 Wolf som skulle konkurrera med Grunau Baby och Göppingen Gö 3 Minimoa. 1938 tog Hirth steget fullt ut och de bildade gemensamt företaget Sportflugzeugbau Schempp-Hirth i Kirchheim-Teak. Företaget lyckades exportera en del flygplan men de fick inte exportera den tvåsitsiga varianten av Minimoa eftersom RLM (riksflygministeriet) ansåg att det låga glidtalet var dålig reklam för Tyskland. 1941 flög han motorseglaren MoSe där propellern var placerad på en pylon, en konstruktion han tog fram redan 1937 och som han fick patenterad.
Under andra världskriget arbetade man med krigsproduktion av höjd- och sidoroder till Me 109 samt utbildning av tyska piloter till raketflygplanet Me 163. När krigsslutet kom översåg ockupationsmyndigheterna med Hirths inblandning i de tyska krigsansträngningarna, och de cirka 600 "Fremdarbeitern" som arbetat under honom. 1958 tilldelades han Lilienthalmedaljen av Fédération Aéronautique Internationale. Medan han flög avancerad flygning 1959 drabbades han av en hjärtinfarkt och avled.